# Norma Mora
Pour les articles homonymes, voir Mora.
Norma Helen García Mora Starr, née à Mexico le 30 avril 1943, et morte le 11 février 2025 dans la même ville, connue artistiquement sous le nom de Norma Mora, est une actrice mexicaine, surtout connue pour ses rôles principaux dans le cinéma mexicain des années 1960.

## Biographie
Originaire de Mexico, Norma Mora est la fille d'un père arabe et d'une mère irlandaise, et a également des ancêtres juifs. Vers 1959, elle remporte un concours de beauté sponsorisé par un célèbre magazine mexicain. Sa famille ne voulait pas qu'elle devienne actrice, mais elle a tout de même commencé sa carrière dans le cinéma. Son rêve était de devenir une actrice dramatique, et elle a étudié dur pour cela. Elle a également chanté et dansé, et enregistré plusieurs albums.
L'un de ses premiers rôles principaux est aux côtés de Tin Tan dans Viva Chihuahua (1961). Elle partage le générique avec Viruta et Capulina dans Qué perra vida (1962), où elle joue l'antagoniste de l'intrigue. En tant que partenaire de Fernando Casanova, elle participe à Ahí vienen los Argumedo (1962) et à sa suite, Vuelven los Argumedo (1963), mais les films qui cimentent sa notoriété sont Santo en el museo de cera (1963), avec le lutteur El Santo, et Los Astronautas (1964), où elle travaille à nouveau avec Viruta et Capulina, jouant cette fois-ci la petite amie vénusienne de Capulina : Rauna, sergent X8,.